# Karola Vasa-Holstein-Gottorpská

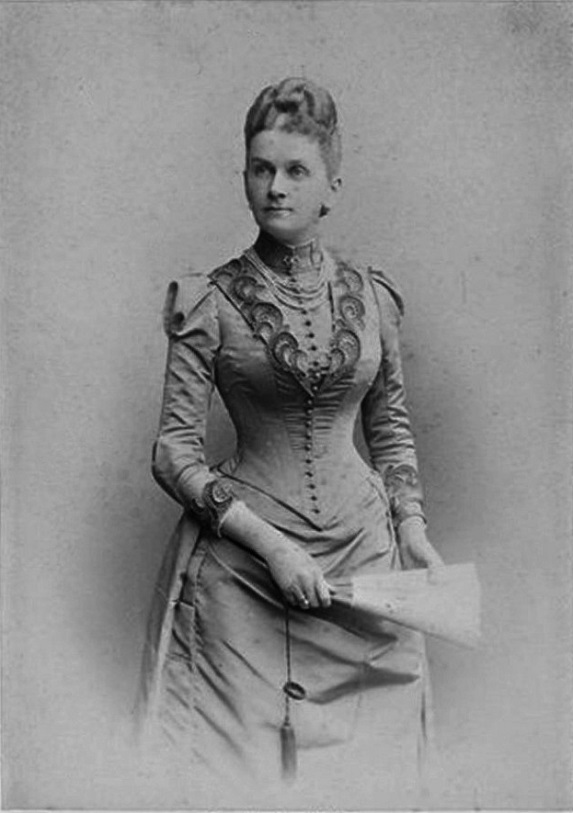
Karola Vasa-Holstein-Gottorpská

Karola Vasa (Caroline Friederike Franziska Stephanie Amelie Cecilie; 5. srpen 1833, Schönbrunn – 15. prosinec 1907, Drážďany), rozená princezna Vasa-Holstein-Gottorpská, a jako manželka krále Alberta Saského poslední saská královna.

## Biografie

### Původ, mládí
Karola se narodila jako dcera Luisy Amélie Bádenské (dcery velkovévodkyně Stéphanie de Beauharnais a jejího manžela Karla Bádenského) a jejího manžela, švédského prince Gustava Vasy (syna krále Gustava IV. Adolfa a jeho manželky Frederiky Bádenské). Její rodiče se vzali 9. listopadu 1830 v Karlsruhe v Bádenském velkovévodství. Sourozence neměla, starší bratr zemřel krátce po narození.
Karolin otec, švédský korunní princ, byl synem krále Gustava IV. Adolfa, svrženého v roce 1809. Po králově abdikaci (13. března 1809) se rodina uchýlila do Vídně, kde se mladý Gustav stal rakouským generálem a používal titul Princ Vasa, který mu v roce 1829 udělil císař František I. poté, co kvůli protestům švédského krále Karla XIV. musel přestat užívat titulu švédský kníže. Princ Vasa často pobýval s arcivévodkyní Žofií, což mělo za následek šíření pověstí o jejich vztahu, připisovalo se mu dokonce otcovství jejích dětí Františka (pozdější rakouský císař František Josef I.) a Maxmiliána (pozdější mexický císař Maxmilián I. Mexický).
Karola hovořila plynně německy, francouzsky a anglicky a trochu švédsky. V roce 1852 proti vůli svého otce konvertovala ke katolicismu. Ve svém mládí byla považována za jednu z nejkrásnějších žen své doby v Evropě.

### Manželství

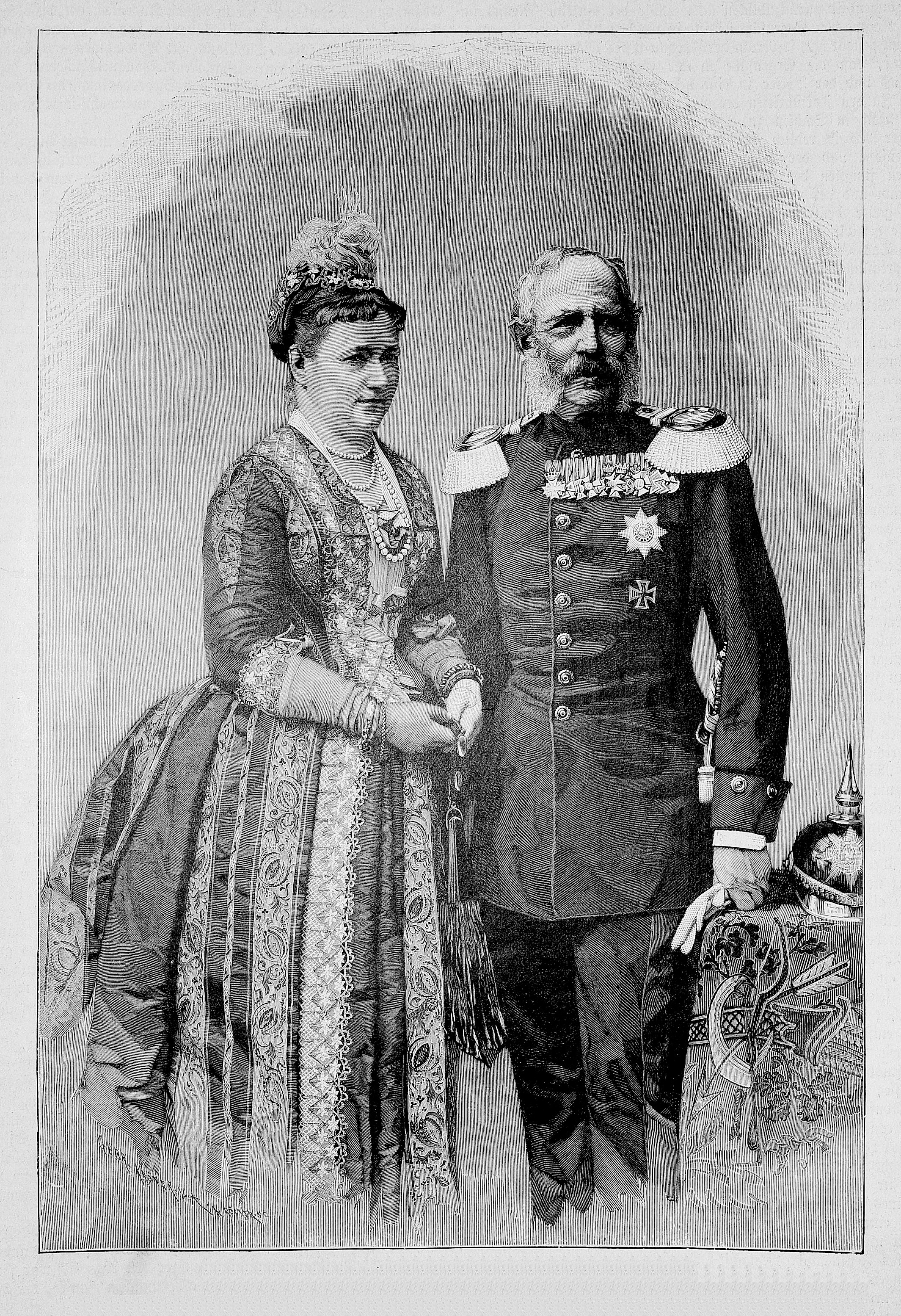
Královna Karola a král Albrecht.

Ucházel se o ni Napoleon III., její otec však se proti tomuto sňatku postavil; měl dceři říci: "jestli se za něj provdáš, za dvacet let budeš na mizině, zbavená všeho." Byla to prorocká slova a roku 1870 mohl Gustav říci: "všechno jsem předpověděl.' Nakonec bylo rozhodnuto provdat Karolu za saského korunního prince Alberta, který za tím účelem přijel v lednu roku 1853 do Vídně. Po lednových zásnubách se 18. června téhož roku uskutečnila svatba. Jejich manželství zůstalo bezdětné.
V roce 1873 zemřel Albertův otec Jan I. Saský a Albert nastoupil na saský trůn jako král Albert I. Saský.
V roce 1876 navštívil Sasko švédský král Oskar II. Následujícího roku 1877 zemřel Karolin otec, princ Gustav Vasa, což znamenalo konec nárokům Karoliny rodiny na švédskou korunu; v roce 1884 díky ní proběhlo oficiální smíření s švédskou panující dynastií Bernadotte a ostatky jejího otce a bratra Ludvíka byly převezeny do Stockholmu a pohřbeny v královské hrobce. Karola a její manžel pak navštívili Stockholm v roce 1888.
Karolin otec se nikdy nevzdal svých dědičných práv ke švédskému trůnu a Karola bývá často označována za švédskou princeznu - poslední Vasovnu, což není správné; poslední skutečná Vasovna byla královna Kristina I. Švédská, jež zemřela roku 1689; Karola náležela k rodu Holstein-Gottorp.
Král Albert zemřel v roce 1902 a na saský trůn nastoupil jeho mladší bratr Jiří I. Saský. Karola zemřela o pět let později, 15. prosince 1907.

### Aktivity
Královna Karola byla v Sasku velmi populární, a to i díky svému aktivnímu působení na poli dobročinnosti a osvěty. V roce 1867 jako korunní princezna spolu s Marií Simon založila Albertův spolek (Albert-Verein). Založila školu pro zdravotní sestry u Lipské brány (1869), nemocnici Carola Haus (1878), spolek pro vzdělávání žen Johannes-Verein (1884), domov pro staré, choré a bezmocné Gustavheim v Niederpoyritz (1887), školu pro dívky Lehrertöchterheim Carola-Stift Klotzsche (1892) a domov pro handikapované Amalie hus Löbtau ve Friedrichstadtu (1896).

## Vývod z předků
|                                 |                                |  |                         |                                          |  |  |  |  |  |  |  | Adolf I. Fridrich |
|                                 |                                |  |                         |                                          |  |  |  |  |  |  |  |                   |
|                                 | Gustav III. Švédský            |  |                         |                                          |  |  |  |  |  |  |  |                   |
|                                 |                                |  |                         |                                          |  |  |  |  |  |  |  |                   |
|                                 |                                |  |                         | Luisa Ulrika Pruská                      |  |  |  |  |  |  |  |                   |
|                                 |                                |  |                         |                                          |  |  |  |  |  |  |  |                   |
|                                 | Gustav IV. Adolf               |  |                         |                                          |  |  |  |  |  |  |  |                   |
|                                 |                                |  |                         |                                          |  |  |  |  |  |  |  |                   |
|                                 |                                |  |                         | Frederik V.                              |  |  |  |  |  |  |  |                   |
|                                 |                                |  |                         |                                          |  |  |  |  |  |  |  |                   |
|                                 | Žofie Magdalena Dánská         |  |                         |                                          |  |  |  |  |  |  |  |                   |
|                                 |                                |  |                         |                                          |  |  |  |  |  |  |  |                   |
|                                 |                                |  |                         | Luisa Hannoverská                        |  |  |  |  |  |  |  |                   |
|                                 |                                |  |                         |                                          |  |  |  |  |  |  |  |                   |
|                                 | Gustav Gustavsson Vasa         |  |                         |                                          |  |  |  |  |  |  |  |                   |
|                                 |                                |  |                         |                                          |  |  |  |  |  |  |  |                   |
|                                 |                                |  |                         | Karel Fridrich Bádenský                  |  |  |  |  |  |  |  |                   |
|                                 |                                |  |                         |                                          |  |  |  |  |  |  |  |                   |
|                                 | Karel Ludvík Bádenský          |  |                         |                                          |  |  |  |  |  |  |  |                   |
|                                 |                                |  |                         |                                          |  |  |  |  |  |  |  |                   |
|                                 |                                |  |                         | Karolína Luisa Hesensko-Darmstadtská     |  |  |  |  |  |  |  |                   |
|                                 |                                |  |                         |                                          |  |  |  |  |  |  |  |                   |
|                                 | Frederika Dorotea Bádenská     |  |                         |                                          |  |  |  |  |  |  |  |                   |
|                                 |                                |  |                         |                                          |  |  |  |  |  |  |  |                   |
|                                 |                                |  |                         | Ludvík IX. Hesensko-Darmstadtský         |  |  |  |  |  |  |  |                   |
|                                 |                                |  |                         |                                          |  |  |  |  |  |  |  |                   |
|                                 | Amálie Hesensko-Darmstadtská   |  |                         |                                          |  |  |  |  |  |  |  |                   |
|                                 |                                |  |                         |                                          |  |  |  |  |  |  |  |                   |
|                                 |                                |  |                         | Karolína Falcko-Zweibrückenská           |  |  |  |  |  |  |  |                   |
|                                 |                                |  |                         |                                          |  |  |  |  |  |  |  |                   |
| Karola Vasa-Holstein-Gottorpská |                                |  |                         |                                          |  |  |  |  |  |  |  |                   |
|                                 |                                |  |                         |                                          |  |  |  |  |  |  |  |                   |
|                                 |                                |  | Karel Fridrich Bádenský |                                          |  |  |  |  |  |  |  |                   |
|                                 |                                |  |                         |                                          |  |  |  |  |  |  |  |                   |
|                                 | Karel Ludvík Bádenský          |  |                         |                                          |  |  |  |  |  |  |  |                   |
|                                 |                                |  |                         |                                          |  |  |  |  |  |  |  |                   |
|                                 |                                |  |                         | Karolína Luisa Hesensko-Darmstadtská     |  |  |  |  |  |  |  |                   |
|                                 |                                |  |                         |                                          |  |  |  |  |  |  |  |                   |
|                                 | Karel Ludvík Fridrich Bádenský |  |                         |                                          |  |  |  |  |  |  |  |                   |
|                                 |                                |  |                         |                                          |  |  |  |  |  |  |  |                   |
|                                 |                                |  |                         | Ludvík IX. Hesensko-Darmstadtský         |  |  |  |  |  |  |  |                   |
|                                 |                                |  |                         |                                          |  |  |  |  |  |  |  |                   |
|                                 | Amálie Hesensko-Darmstadtská   |  |                         |                                          |  |  |  |  |  |  |  |                   |
|                                 |                                |  |                         |                                          |  |  |  |  |  |  |  |                   |
|                                 |                                |  |                         | Karolína Falcko-Zweibrückenská           |  |  |  |  |  |  |  |                   |
|                                 |                                |  |                         |                                          |  |  |  |  |  |  |  |                   |
|                                 | Luisa Amélie Bádenská          |  |                         |                                          |  |  |  |  |  |  |  |                   |
|                                 |                                |  |                         |                                          |  |  |  |  |  |  |  |                   |
|                                 |                                |  |                         | Claude de Beauharnais                    |  |  |  |  |  |  |  |                   |
|                                 |                                |  |                         |                                          |  |  |  |  |  |  |  |                   |
|                                 | Claude de Beauharnais          |  |                         |                                          |  |  |  |  |  |  |  |                   |
|                                 |                                |  |                         |                                          |  |  |  |  |  |  |  |                   |
|                                 |                                |  |                         | Fanny de Beauharnais                     |  |  |  |  |  |  |  |                   |
|                                 |                                |  |                         |                                          |  |  |  |  |  |  |  |                   |
|                                 | Stéphanie de Beauharnais       |  |                         |                                          |  |  |  |  |  |  |  |                   |
|                                 |                                |  |                         |                                          |  |  |  |  |  |  |  |                   |
|                                 |                                |  |                         | Claude-François-Adrien Lezay-Marnézia    |  |  |  |  |  |  |  |                   |
|                                 |                                |  |                         |                                          |  |  |  |  |  |  |  |                   |
|                                 | Adrienne de Lezay-Marnésia     |  |                         |                                          |  |  |  |  |  |  |  |                   |
|                                 |                                |  |                         |                                          |  |  |  |  |  |  |  |                   |
|                                 |                                |  |                         | Marie-Claudine de Nettancourt-Vaubecourt |  |  |  |  |  |  |  |                   |
|                                 |                                |  |                         |                                          |  |  |  |  |  |  |  |                   |

| Předchůdce: Amálie Augusta Bavorská | Znak z doby nástupu | Saská královna 1873 – 1902 | Znak z doby konce vlády | Nástupce: - |